# Гибэ
Гибэ — исторический регион на юго-западе современной Эфиопии, расположенный к западу от рек Гибэ и Омо и к северу от Годжеба, притока Омо, на территории которого в прошлом располагались королевства народов оромо и сидама — Гера, Гомма, Гаро, Гумма, Джимма и Лимму-Ыннарыя. В северной части региона проживало племя мача-оромо.
До середины XVI века регион занимали территории сидамских королевств Ыннарыя, Хадия (Хадья), Джанджеро и Каффа, бывших данниками эфиопской Соломоновой династии, однако после впоследствии он оказался отделён от неё в результате миграции в него оромо, разрушивших Хадью, изолировавших от Эфиопии территорию Джанджеро и занявших часть территории Ыннарыи и Каффы. Поселившиеся в Гибэ оромо испытали культурное влияние королевства Каффа, от которого они заимствовали концепцию наследственной монархии (называвшуюся моти во всех их королевствах, кроме Лимму-Ыннарыи, где по историческим причинам монарх носил титул супера), а также практику обозначения границ своих государств с помощью физических препятствий. Эти препятствия представляли собой частоколы или изгороди, иногда простиравшиеся на многие километры и отделённые от аналогичных укреплений соседнего королевства нейтральной полосой (называемой мога), которая оставалась невозделанной и населённой только разбойниками. Доступ в каждое королевство был ограничен охраняемыми воротами, называвшимися кэлла, где с приезжих взимались пошлины.
Экономика королевств региона основывалась на экспорте золота, мускуса циветты, кофе и рабов. Хантингфорд указывает, что рабы в основном захватывались в результате набегов на земли жившего на севере племени мача, а также на сидамские королевства Каффа и Джанджеро; он также приводит данные, свидетельствующие о том, что ежегодно продавалось 7000 рабов: некоторые — покупателям внутри Эфиопии, тогда как другие — за пределы этой страны.
Регион Гибе вместе с остальной частью юго-западной Эфиопии был почти полностью аннексирован в период между 1886 и 1900 годами в результате серии завоевательных походов, совершённых полководцами шоаского монарха и затем эфиопского императора Менелика II. Королевству Джимма благодаря искусной дипломатии удалось сохранить небольшую автономию до смерти своего короля Аббы Джифара II в 1932 году.